# Толбот, Джон, 16-й граф Шрусбери
Джон Толбот, 16-й граф Шрусбери, 16-й граф Уотерфорд (англ. John Talbot, 16th Earl of Shrewsbury; 18 марта 1791[…] — 9 ноября 1852[…]) — британский аристократ и пэр. Также был известен как «хороший граф Джон», он был описан как «самый выдающийся британский католик своего времени». Он был последним графом Шрусбери, который исповедовал католическую веру.

## Биография

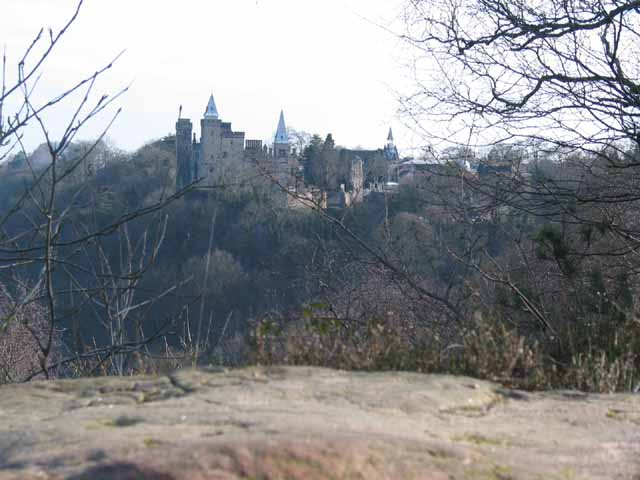
Замок Алтон

Родился 18 марта 1791 года. Второй сын Джона Толбота (1765—1815) и Кэтрин Толбот (урождённой Клифтон) (1766—1791). Внук Чарльза Толбота (1722—1766) и правнук достопочтенного Джорджа Толбота (ум. 1733), внука Джона Толбота, 10-го графа Шрусбери.
Получил образование в Стонихерст-колледже в городе Клитеро, графство Ланкашир.
6 апреля 1827 года после смерти своего бездетного дяди, Чарльза Толбота, 15-го графа Шрусбери (1753—1827), Джон Толбот унаследовал титулы 16-го графа Шрусбери, 16-го графа Уотерфорда и 16-го лорда-стюарда Ирландии.
Среди поместий, которые ему достались в наследство от дяди, был Хейтроп-Парк, который сгорел в 1831 году. После пожара Джон Толбот перевез свою семью в другое родовое имение в графстве Стаффордшир. Первоначально оно называлось Алвертон-Лодж. 15-й граф Шрусбери значительно расширил свою новую резиденцию и переименовал её в Алтон-Тауэрс.
Помимо строительных работ в Алтон-Тауэрсе, Джон Толбот приступил к восстановлению близлежащего замка Алтон. Замок занимал скалистый обрыв на реке Чурнет на окраине деревни Алтон в графстве Стаффордшир. К XIX веку замок, построенный в XII веке, превратился в руины. Джон Толбот снес большую часть руин. Под руководством архитектора Огастеса Пьюджина был отстроен новый готический замок, похожий на французский средневековый замок. Неизвестно, зачем 16-й граф Шрусбери его перестроил. Возможно, он был предназначен для его кузена и будущего преемника, Бертрама Артура Толбота, 17-го графа Шрусбери
Джон Толбот, известный как «хороший графа Джон», был известен своей благотворительностью, поддерживал местные школы и церкви. Он финансировал строительство новых католических часовен в Мидлендсе. Он оказывал финансовую помощь Собору Святого Чеда в Бирмингеме. По проекту Огастеса Пьюджина рядом с замком Алтон был построен новый храм со средневековым госпиталем, ратушей и домом священника. Амброуз Филипс, друг графа, убедил его построить монастырь. В результате был построен больничный комплекс, который стал «гуманитарной богадельней», помогавшей бедным и пожилым людям. В зданиях комплекса были предусмотрены жилые помещения для бедных и престарелых священников с библиотекой и столовой. Церковь, посвященная Иоанну Крестителю, также использовалась как школа для местных бедных детей.
Джон Толбот, 16-й граф Шрусбери, скончался 9 ноября 1852 года в возрасте 61 года. Он был похоронен в соборе Святого Чеда в Бирмингеме, которому он оказывал финансовую помощь.

## Семья
27 июня 1814 года Джон Толбот женился на Марии-Терезии Толбот (ум. 8 июня 1856), дочери Уильяма Толбота из замка Толбот (графство Уэксфорд, Ирландия). У них было трое детей:
- Достопочтенный Джон Толбот, умер в младенчестве[4]
- Леди Мэри Алатея Беатрис Толбот (ум. 18 декабря 1858), жена с 1832 года итальянского принца Филиппа Андреа Дориа (ум. 1876)[9]
- Леди Гвендолин Кэтрин Толбот (3 декабря 1817 — 27 октября 1840), жена с 1835 года итальянского принца Маркантонио Боргезе, 8-го князя Сульмоны (1814—1886)[3] .

После смерти в 1852 году Джона Толбота, 16-го графа Шрусбери, не оставившего наследников мужского пола, его титулы и владения унаследовал его дальний родственник, Бертрам Артур Толбот, 17-й граф Шрусбери (1832—1856). Он был единственным сыном подполковника Чарльза Томаса Толбота (1782—1838) и потомком Джона Толбота, 10-го графа Шрусбери (1601—1654).